# Commonwealth War Graves Commission
Commonwealth War Graves Commission (CWGC, Komisija za vojne grobove Skupnosti narodov) je medvladna organizacija šestih neodvisnih držav članic, katerih osnovna naloga je evidentiranje in vzdrževanje grobov in krajev spomina na pripadnike vojaške službe Skupnosti narodov, ki so umrli v obeh svetovnih vojnah. Komisija je odgovorna tudi za ohranjevanje spomina na civiliste Skupnosti narodov, ki so umrli zaradi sovražnikovih akcij med drugo svetovno vojno.

### Funkcionalna struktura
Sedež CWGC je v Maidenheadu v Angliji. Uradi ali agencije, ki so odgovorni za določeno geografsko območje, so:
1. Območje zahodne Evrope - Francija: odgovorna za Francijo (vključno z otokom Korzika), Monako in Švico.
2. Zahodnoevropsko območje - osrednje: odgovorno za Avstrijo, Belgijo, Estonijo, Nemčijo, Latvijo, Litvo, Luksemburg, Nizozemsko in Poljsko.
3. Združeno kraljestvo in severno območje: odgovorno za Dansko, Gibraltar, Islandijo, Norveško, Republiko Irsko, Švedsko, Združeno kraljestvo in Ferske otoke.
4. Sredozemsko območje: odgovorno za Albanijo, Alžirijo, Azerbajdžan, Bahrajn, Bolgarijo, Hrvaško, Ciper, Češko, Egipt, Grčijo, Izrael, Madžarsko, Italijo, Jordanijo, Libanon, Libijo, Makedonijo, Malto, Mavretanijo, Maroko, Oman, Portugalsko Romunija, San Marino, Saudova Arabija, Srbija, Španija, Sudan, Južni Sudan, Sirija, Tunizija, Turčija, Združeni arabski emirati in Jemen.
5. Območje Kanade in Amerik vodi generalni sekretar, odgovoren za Kanado, pa tudi za ostale države Amerike (vključno s Karibi).
6. Avstralija, ki jo v imenu CWGC vodi Urad za avstralske vojne grobove avstralskega vladnega ministrstva za veteranske zadeve, je odgovorna za Avstralijo, otok Norfolk, Papuo Novo Gvinejo in Salomonove otoke.
7. Nova Zelandija, ki jo v imenu CWGC vodi novozelandsko ministrstvo za kulturo in dediščino, je odgovorna za Novo Zelandijo, Novo Kaledonijo, Samoo, Društvene otoke, Tongo in Vanuatu.
8. Južnoafriško agencijo vodi sekretar in je odgovorna za Južnoafriško republiko, Namibijo, Sveto Heleno in otok Ascension.
9. Afrika, Azija in Tihi ocean: odgovorna za Armenijo, Bangladeš, Bocvano, Kamerun, Zelenortske otoke, Čad, Kitajsko, Kongo, Slonokoščeno obalo, Džibuti, Ekvatorialno Gvinejo, Eritrejo, Eswatini, Etiopijo, Fidži, Gambijo, Gruzijo, Gano Gvineja, Indija, Indonezija, Iran, Irak, Japonska, Kenija, Lesoto, Liberija, Madagaskar, Malavi, Malezija, Maldivi, Mali, Mavricij, Mozambik, Mjanmar, Namibija, Nepal, Nigerija, Pakistan, Filipini, Ruska federacija, Senegal, Sejšeli, Sierra Leone, Singapur, Somalija, Južna Afrika, Šrilanka, Sveta Helena in otok Ascension, Tanzanija, Tajska, Togo, Uganda, Ukrajina, Zambija, Zimbabve.